# 十和利山熊襲撃事件
十和利山熊襲撃事件（とわりさん くましゅうげきじけん）とは、2016年 （平成28年） 5月から6月にかけて、秋田県鹿角市十和田大湯（とわだおおゆ）の十和利山山麓で発生した熊害。日本では記録に残るものでは史上3番目の被害を出した獣害事件と言われている。死者4名。

## 概要

### 最初の犠牲者
5月20日、鹿角市十和田大湯字熊取平の竹藪で、地元の男性が行方不明になり、翌21日午前7時ごろに遺体で発見された。遺体の顔や左半身に爪痕や噛み痕が見られた。
また同じ日には、60歳代の女性が夫とタケノコ採りをしていたところ、ツキノワグマに襲われた。夫が反撃したところ、熊は逃走した。事件を受けた警察は、出没地点に注意を呼びかける看板を設置した。

### 2番目の犠牲者
5月22日7時30分ごろ、最初に襲撃された男性が遺体で発見された場所から北西に800メートルの地点で、秋田市の男性が妻とともにタケノコ採りをしていたところ熊に襲われる。妻は逃げて無事だったが、男性は遺体として発見された。
遺体の側頭部や腹部に爪傷や咬み傷があった、前後して、氏名不詳の女性が熊に襲われ擦過傷を負った。
相次ぐ死亡事故を受けた東北森林管理局は、現場周辺の林道を6キロにわたり通行止めとし、林道の出入り口にはクマへの警戒を求める看板を設置した。

#### 軽傷者
5月26日朝に、田代平で青森県おいらせ町の男性がクマに襲撃されたが、尖らせた笹竹でクマの顔を突いて撃退、無傷生還。
5月29日朝、十和田大湯字田代平の山林で、タケノコ採りをしていた青森県新郷村の女性が背後から熊に襲われ、臀部を噛まれて軽傷を負ったが、同行した息子がナタで撃退した。

### 3番目の犠牲者
5月25日朝から行方不明になっていた青森県十和田市の男性が、30日昼ごろに遺体となって発見される。遺体は熊にかじられるなどしたと見られ、損傷が激しかった。

### 4番目の犠牲者とクマの射殺
6月10日10時40分ごろ、3日前の6月7日から行方不明になっていた女性の遺体が発見された。直後に猟友会が雌クマを射殺した。
14時ごろ、地元の猟友会が、ツキノワグマ1頭を射殺した。
6月13日にこの熊を司法解剖した結果胃から人体の一部が見つかった。

#### その後の軽傷者
6月15日、4名がクマに襲われ1人が負傷。6月30日に大清水で男性が頭部に重傷を負った。田代平からは9キロメートルほど離れており、一連の事件と関係があるかどうかは定かではないとみられていたが、のちの調査で襲ったクマは田代平で第三の犠牲者の食害に参加したクマであるとわかった。

### 事件後の対応
事件後も熊取平や田代平へタケノコ採りの目的で分け入る者が絶えないため、警察は18日から周辺の国道104号や県道7か所に検問所を設置した。

### 事件後の調査結果
直接関係しなかった西ノ森の南側を生息場とする130kgのクマは9月3日に田代平で駆除され実測値は144kgであった。

## 事件の遠因
この地域でクマ襲撃が多発した背景には、初夏はクマの交尾期にあたり、タケノコ食を好むこと、クマは食べ物がある限りその場所に居続けて食べること、またクマの好きな食べ物がある場合はそこにクマが集中すること、さらに現場周辺は、戦中は軍用食糧生産、戦後も食料増産のため、国有林であるブナ帯を切り開いて開設された高原牧場であり、ブナ林を伐採するとチシマザサが繁茂するので、牧場を拡大しようとすると、その外周にある沢に沿って狭い回廊状に笹原が残り、タケノコ目当ての人とクマが集中したことが挙げられる。更に、地域住民の高齢化や地域格差が原因でタケノコ採取を生活の糧とする者が元々いたことや、その地域でそれ以外に収入を上げる方法がないという一面も存在する。

## メディアにおける扱い

### テレビ番組
- クローズアップ現代+「追跡! "人食いグマ" 〜もうヒトを恐れない?〜」 (2016年6月30日 NHK)
- 列島異変2016 「凶暴グマ異常出没の謎を追え!」(2016年10月8日 テレビ朝日)
- 土曜プレミアム 「激動！世紀の大事件Ⅵ〜平成衝撃事件簿の真相〜」(2019年1月26日 関西テレビ)